# Philippe Emmanuel de Hornes
Philippe Emmanuel de Hornes (né le 25 novembre 1661 et décédé à Bruxelles le 9 octobre 1718), prince de Hornes, comte de Baucignies, de Houtkercke et de Bailleul, baron de Boxtel, de Locres et de Lesdaing, seigneur d'Issche est un lieutenant-général espagnol originaire des Pays-Bas, grand veneur héréditaire de l'Empire, grand d'Espagne, gouverneur et capitaine-général du duché de Gueldre[Quoi ?] et du comté de Zutphen.

## Biographie familiale
Il épouse, le 29 septembre 1694, Marie-Antoinette de Ligne (1680-1720), fille de Henri-Louis-Ernest, prince de Ligne, et de Jeanne Monique de Aragon-y-Benavides.
Ses fils sont Maximilien Emmanuel de Hornes et Antoine de Hornes, il a également deux filles dont Marie-Josèphe, qui deviendra marquise de Ghistelles et sera dame de l'ordre de la croisade de l'impératrice Amélie.
Son fils Antoine, comte de Hornes (21 novembre 1698 - Paris 26 mars 1720), capitaine des armées autrichiennes réformé pour mauvaise conduite, fut condamné à être roué pour le meurtre d'un agioteur, rue de Venise à Paris, lors du système de Law. Ce fait-divers est évoqué dans le film historique de Bertrand Tavernier Que la fête commence... (1975), dans lequel le rôle de Hornes est interprété par l'acteur Thierry Lhermitte.

## Biographie militaire
Il participe aux principaux conflits de son époque, au profit de l'Espagne :
- à la Grande guerre turque : bataille de Grau, prise de Neuhausel, de Cassovie.
- à la guerre de succession d'Espagne du côté des deux couronnes, dans l'armée de Flandre : bataille de Spire (1703)..., bataille de Ramillies

## Sources et bibliographie
- FV Goethals, Histoire généalogique de la Maison de Hornes, 1848 (lire en ligne). page 335.

- idem p. 339 à 346